# Apádia
Apádia románul: Apadia, falu Romániában, a Bánságban, Krassó-Szörény megyében.

## Fekvése
Karánsebestől nyugatra fekvő település.

## Története
Apádia nevét 1423-ban említette először oklevél Apadya  néven.
1447-ben Kysapadya, Felsewapadya in districtu Sebes et in comitatu Themes, 1448-ban  Apagya, 1808-ban Apadia, 1913-ban Apádiaként említették.
1475-ben Apadia  a Bizerei család birtokai közé tartozott. 1561-ben Csáky Mihályé, 1580-ban  pedig a Gámán család tagjainak birtoka volt.
1658-ban török uralom alá került. A török kiűzése után a Temesi Bánság, 1779-től pedig Krassó vármegye része volt.
1851-ben Fényes Elek írta a településről:
Apádia, Krassó vármegyében, 802 óhitű lakossal, anyatemplommal, termékeny 
földekkel, jó réttel és legelővel, erdővel, szilvásokkal. Földesurai a Grabowszky és Gyorgyevics családok.
A trianoni békeszerződés előtt Krassó-Szörény vármegye Resicabányai járásához tartozott.
1910-ben 940 lakosából 939 görög keleti ortodox és román volt.

## Források

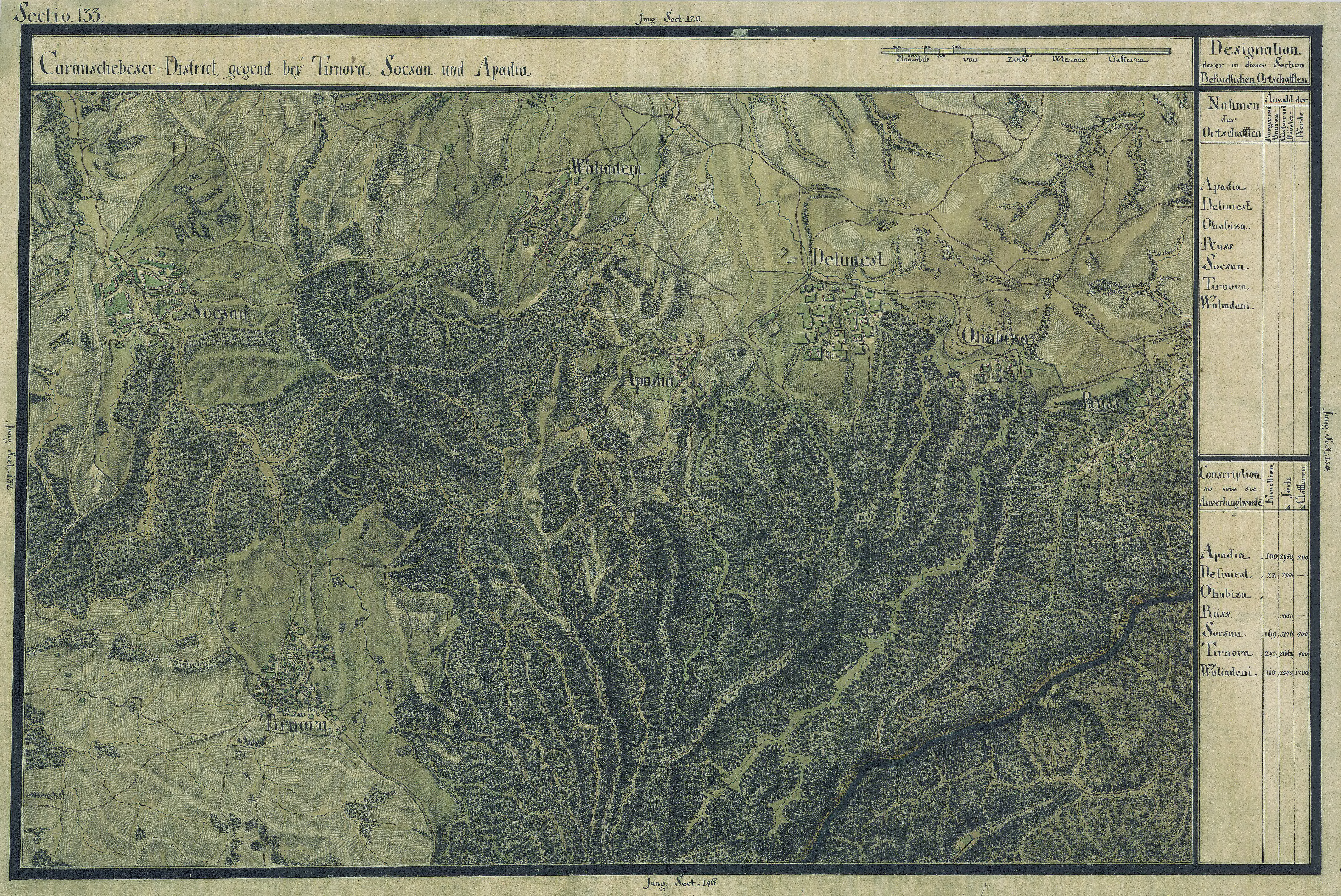
Apádia egy régi térképen